# Ihr größter Coup
Ihr größter Coup (Originaltitel: Diggstown) oder auch Die Superfaust ist eine US-amerikanische Tragikomödie aus dem Jahr 1992. Regie führte Michael Ritchie, das Drehbuch schrieb, basierend auf den Roman The Diggstown Ringers von Leonard Wise, Steven McKay. Die Hauptrollen übernahmen James Woods, Bruce Dern und Louis Gossett Jr.

## Handlung
Der Hochstapler Gabriel Caine verdient sich mit seinem Kumpel Fitz, der die weitere Flucht eines Häftlings außerhalb organisiert, im Gefängnis als Fluchthelfer ein kleines Vermögen. Caine wird entlassen und macht sich sofort an die Arbeit für seinen nächsten Betrug. In Diggstown, das benannt wurde nach dem einst sehr erfolgreichen Boxer Diggs, wettet er mit dem Geschäftsmann John Gillon, der sein Trainer war und dessen Treffen er mit Hilfe von Fitz arrangieren kann, dass der ihm bekannte Boxer Roy Palmer an einem Tag zehn andere Boxer k. o. schlagen kann.
Er bekommt beim Betrug Hilfe von seinem Gefängniskumpel Wolf, der in Diggstown als Boxer tätig war und Rache will, weil Gillon dafür gesorgt hatte, dass Gillon wegen Drogenhandels zu Unrecht eingesperrt wurde, da er zufällig entdeckt hatte, dass Gillon beim letzten Kampf von Diggs Diggs vergiftet hatte, damit er verliert, um so bei einer Wette viel Geld verdienen zu können, weswegen Diggs jetzt ein Krüppel ist. Durch die Verurteilung sorgte er dafür, dass er es nicht weitererzählen konnte. Als er im Begriff ist entlassen zu werden, arrangiert Gillon zusätzlich seine Ermordung, damit er auch in Zukunft nicht weiterreden kann. Allerdings hat er eine Schwester namens Emilly, dessen Hilfe er rekrutieren wollte. Als sie von Caine erfährt, was mit seinem Bruder passiert ist, willigt sie ein beim Betrug aus Rache zu helfen. Durch sie erfährt Caine, dass Gillon ein Vermögen von mehr als 2 Millionen Dollar besitzt.
Dank dieser Information kann Caine Gillon durch einen Trick überreden, sein ganzes Vermögen bei der Wette zu riskieren, wobei er, mit Hilfe des Kredithais Orsini unter Morddrohung seinerseits, falls er verliert, mithalten kann. Auf diese Weise beginnt später nach entsprechender Vorbereitungszeit der entsprechende Wettkampf, bei dem Palmer sich bereit erklärt für Geld mitzuspielen, wobei er aber später auch Gillon ruinieren will, als er über Gillons skrupellose Machenschaften durch Caine erfährt, die ihm zuwider sind, wobei Diggs und Wolfe nicht seine einzigen Opfer sind.
Gegen neun der Boxer kann Roy Palmer gewinnen, da unter anderem der Zehnte, der auch der Sohn von John Gillon ist, nicht angetreten ist. So feiern Caine und Palmer schon den Gewinn der Wette, doch Gillon hatte durch seinen Sohn gesorgt, dass er nicht im Ring aufgibt, weswegen er darauf bestehen kann, dass ein zehnter Boxer noch besiegt werden muss und präsentiert daraufhin aus dem naheliegenden Gefängnis den gut trainierten Boxer Minoso Torres. Was Gillon aber nicht weiß ist, dass Caine dies voraussah und ihn schon vorher bestochen hatte, damit er in diesem Kampf verliert. So lässt Torres sich auf ein Zeichen Caines hin von Palmer k. o. schlagen.
Gillon verliert auf diese Weise sein ganzes Vermögen und wird selbst von seinem Sohn am Ende verachtet, weil er ihn für seinen gescheiterten Trick zwang nicht im Ring zu kämpfen, so dass er ihn auf diese Weise dann wie ein Feigling aussehen ließ anstatt Vertrauen zu haben in seinen Fähigkeiten als Boxer. So rastet Gillon, der den Verlust nicht verkraften kann und durch den Verlust auch seine Macht in Diggstown verliert, schließlich aus, wird gewalttätig, wird aber auch am Ende von einem seiner Opfer k. o. geschlagen. Es wird auch angedeutet, dass er sich nicht von dieser letzten Demütigung erholen kann, was auch sein Ende ist.

## Produktion
Die Dreharbeiten fanden in Montana und Kalifornien statt.

## Veröffentlichung
Der Film kam am 14. August 1992 in die US-amerikanischen Kinos, in Deutschland lief der Film ab dem 7. Januar 1993.

## Synchronisation
| Rolle                  | Deutscher Sprecher |
| ---------------------- | ------------------ |
| Gabriel Caine          | Frank Glaubrecht   |
| Roy „Honey“ Palmer     | Michael Chevalier  |
| John Gillon            | Jürgen Thormann    |
| Fitz                   | Michael Nowka      |
| Corny „Buster“ Robbins | Santiago Ziesmer   |
| Emily Forrester        | Bettina Spier      |
| Wolf Forrester         | Karl Schulz        |
| Robby Gillon           | –                  |
| Hambone Busby          | Tilo Schmitz       |
| Victor Corsini         | Lutz Riedel        |
| Warden Bates           | Volker Brandt      |

## Rezeption
Bei Rotten Tomatoes hat der Film eine Zustimmungsrate von 60 Prozent, basierend auf 15 Kritiken.
filmlexikon.de meint: „Ein Männerfilm. Im Ring drei gut konditionierte gleichwertige Schauspieler, deren finessenreich inszenierte Kampfrituale allen Erwartungen an eine spannende und gutaufgelegte Gaunerkomödie entsprechen.“